# Шіккард (кратер)
Шіккард (нім. Schickard)  — великий ударний кратер, розташований на південно-західному краю видимого боку Місяця. На півночі межує з кратером Леманн (англ. Lehmann), на північному сході — з кратером Дреббель (англ. Drebbel), на південному сході з кратером Варґентін, затопленим лавою.
Кратер названо на честь Вільгельма Шиккарда — німецького вченого (астронома, математика і сходознавця), творця першого після Антикітерського механізму механічного калькулятора, професора кафедри східних мов в університеті Тюбінгена.

## Супутні кратери
Ці кратери, розташовані біля Шіккарда та всередині нього, названо його іменем із доданням великої латинської літери. Їх прийнято позначати на картах літерою, розміщеною з того боку від їх центру, що найближчий до кратера Шіккард.
| Шіккард | Координати                                                | Діаметр, км |
| ------- | --------------------------------------------------------- | ----------- |
| A       | 46°52′ пд. ш. 53°43′ зх. д. / 46.87° пд. ш. 53.71° зх. д. | 14          |
| B       | 43°44′ пд. ш. 52°15′ зх. д. / 43.74° пд. ш. 52.25° зх. д. | 14          |
| C       | 45°52′ пд. ш. 56°00′ зх. д. / 45.86° пд. ш. 56.00° зх. д. | 13          |
| D       | 45°46′ пд. ш. 57°43′ зх. д. / 45.77° пд. ш. 57.72° зх. д. | 9           |
| E       | 47°17′ пд. ш. 51°40′ зх. д. / 47.28° пд. ш. 51.67° зх. д. | 33          |
| F       | 48°00′ пд. ш. 53°52′ зх. д. / 48.00° пд. ш. 53.86° зх. д. | 14          |
| G       | 43°02′ пд. ш. 58°59′ зх. д. / 43.04° пд. ш. 58.98° зх. д. | 12          |
| H       | 43°31′ пд. ш. 62°20′ зх. д. / 43.52° пд. ш. 62.34° зх. д. | 16          |
| J       | 45°01′ пд. ш. 62°26′ зх. д. / 45.01° пд. ш. 62.44° зх. д. | 13          |
| K       | 43°52′ пд. ш. 63°54′ зх. д. / 43.86° пд. ш. 63.90° зх. д. | 14          |
| L       | 44°07′ пд. ш. 59°48′ зх. д. / 44.12° пд. ш. 59.8° зх. д.  | 9           |
| M       | 44°11′ пд. ш. 58°59′ зх. д. / 44.19° пд. ш. 58.98° зх. д. | 9           |
| N       | 41°18′ пд. ш. 54°41′ зх. д. / 41.30° пд. ш. 54.69° зх. д. | 7           |
| P       | 42°55′ пд. ш. 48°30′ зх. д. / 42.91° пд. ш. 48.50° зх. д. | 94          |
| Q       | 42°44′ пд. ш. 53°03′ зх. д. / 42.74° пд. ш. 53.05° зх. д. | 6           |
| R       | 44°08′ пд. ш. 53°49′ зх. д. / 44.13° пд. ш. 53.82° зх. д. | 5           |
| S       | 46°40′ пд. ш. 56°48′ зх. д. / 46.66° пд. ш. 56.8° зх. д.  | 16          |
| T       | 44°49′ пд. ш. 50°22′ зх. д. / 44.81° пд. ш. 50.37° зх. д. | 5           |
| W       | 45°07′ пд. ш. 58°11′ зх. д. / 45.12° пд. ш. 58.19° зх. д. | 8           |
| X       | 43°33′ пд. ш. 51°16′ зх. д. / 43.55° пд. ш. 51.26° зх. д. | 8           |
| Y       | 47°26′ пд. ш. 57°36′ зх. д. / 47.44° пд. ш. 57.60° зх. д. | 5           |